# Robert Matzke

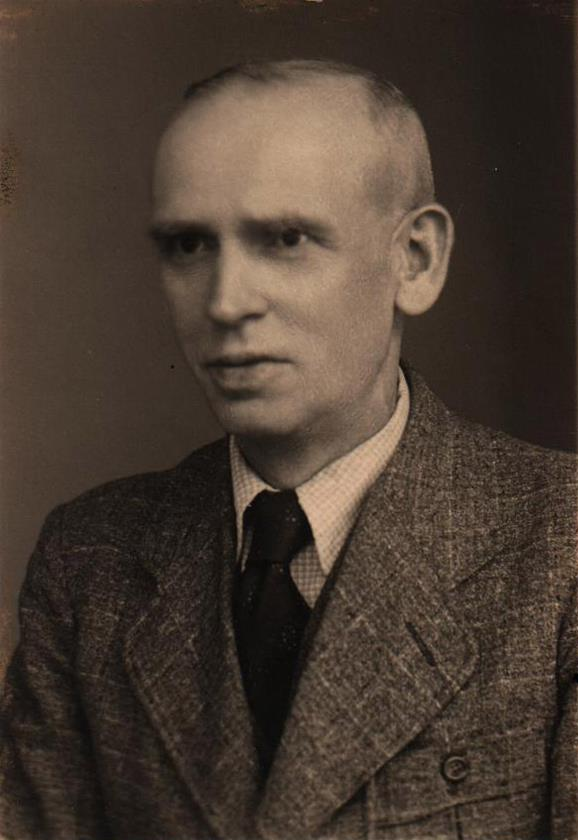
Porträt von Robert Matzke (ca. 1940)

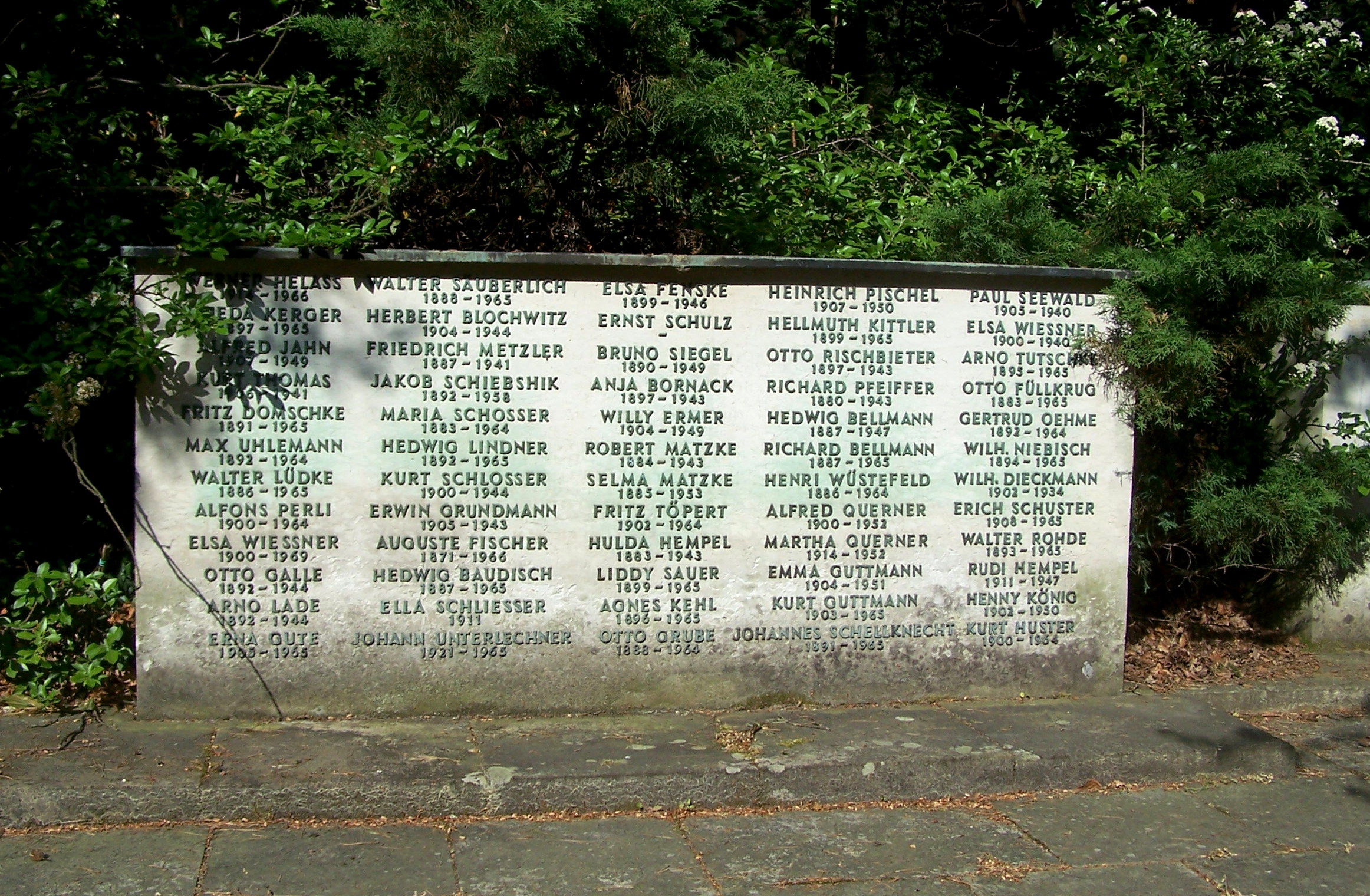
Robert Matzkes Urnengrab auf dem Heidefriedhof

Robert Matzke (* 14. Dezember 1884 in Herischdorf, Landkreis Hirschberg im Riesengebirge; † 3. Dezember 1943 in Dresden) war ein deutscher kommunistischer Politiker (USPD, KPD), Arbeiter, Gegner des NS-Regimes und antifaschistischer Widerstandskämpfer.
Er und seine Frau engagierten sich stark in der kommunistischen Partei. So gründete und leitete Matzke ein Arbeiterheim in der Konkordienstraße in Dresden-Pieschen. Er wurde Mitglied in der Roten Hilfe und im Verband proletarischer Freidenker.

## Leben
Robert Matzke machte eine Lehre als Korbmacher und ging danach mit 18 Jahren auf die „Walz“ (Wanderjahre). 1906 heiratete er Anna Berta Selma Grun. Sie gründeten eine Familie mit zwei Kindern und zogen 1909 in den Dresdner Stadtteil Pieschen auf die Leisniger Straße. Von 1916 bis 1919 nahm Matzke in Russland und Frankreich am Ersten Weltkrieg teil. Matzke trat 1919 in die Unabhängige Sozialdemokratische Partei Deutschlands (USPD) ein, die sich während des Weltkriegs von der SPD abgespalten hatte, weil sie den Kriegskurs ablehnte. Wenig später erfolgte sein Eintritt in die 1919 neu gegründete KPD. In der KPD war er Hundertschaftsführer. Als die KPD am Ende des Jahres 1923 für mehrere Wochen verboten wurde, übte er seine Arbeit illegal aus. Beispielsweise stellte er Zuhause unter Mithilfe seiner Familie Flugblätter her. Wiederholt durchsuchte die Polizei Matzkes Wohnung und vernahm ihn und seine Familie.

Nach der Machtergreifung der Nationalsozialisten tauchte Matzke zu Ostern 1933 in Brückenberg bei Krummhübel im Riesengebirge bei Verwandten unter. Damit wollte er seiner Verfolgung durch die SA entgehen. Die SA erschien während dieser Zeit täglich in seiner Wohnung in Pieschen. Sie demolierte die Einrichtung und verhörte seine Frau Selma ergebnislos. Anfang Mai 1933 wurde Matzke in Brückenberg aufgespürt und verhaftet. Man brachte ihn nach Dresden ins Polizeipräsidium und später in die Haftanstalt Mathildenstraße. Zu seinem Geburtstag am 14. Dezember 1933 wurde er aus der Haft entlassen, musste sich aber täglich bei der Polizei melden. 1936 kam er erneut ins Gefängnis. Ein Gericht verurteilte ihn in Verbindung mit einer Aktion der Kommunistischen Jugend zu sechs Monaten Haft. Die Strafe musste er zwei Monate in Dresden am Münchner Platz und vier Monate in Kötzschenbroda abbüßen. Nach seiner Entlassung im März 1937 schloss sich Matzke der Kurt-Schlosser-Gruppe an. Kurt Schlosser führte eine Tischlerei in der Leipziger Straße, die sich zu einem Zentrum des illegalen Widerstands der KPD entwickelte. Er war seit 1933 in der illegalen Grenzarbeit aktiv und schmuggelte unter anderem Flugblätter über die Grenze in die Tschechoslowakei.
Mehrere Jahre lang leistete die Kurt-Schlosser-Gruppe Widerstandsarbeit, Ende 1943 flog sie auf. Am Vormittag des 3. Dezember verhaftete die Gestapo Kurt Schlosser, Arthur Weineck und Herbert Blochwitz. Die drei wurden 1944 zum Tode verurteilt und im Dresdner Landgericht am Münchner Platz enthauptet. Zeitgleich zu Schlosser und Blochwitz wurde Matzke in seiner Arbeitsstelle bei der Firma Klingner am Brunnenplatz 1 in Radebeul verhaftet und in das Polizeipräsidium in die Dresdner Schießgasse verbracht. Mittags durchsuchte die Gestapo seine Wohnung. Seine Frau Selma bekam noch am selben Abend die Nachricht seines Todes, dessen Ursache nie festgestellt werden konnte. Sie musste eine Aufseherin der Leichenhalle bestechen, um den Leichnam ihres Mannes zu sehen. Er wies zahlreiche Hämatome auf. Seine Ehefrau vermutete, dass ihr Mann von der Gestapo auf der Schießgasse zu Tode geprügelt worden sei. Die Mitstreiter Matzkes wurden am Münchner Platz zum Tode verurteilt und hingerichtet. Auch nach dem Tod von Robert Matzke erlebte seine Familie weitere Schikanen. Spitzel der Gestapo überwachten die Totenfeier im Krematorium. Sie fotografierten die Teilnehmer und verfolgten sie zum Teil auch. Matzkes Urnengrab befindet sich im Ehrenhain des Dresdner Heidefriedhofs.

## Erinnerungsstätten

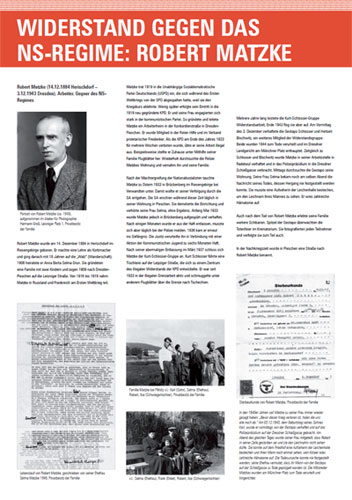
Tafel „Widerstand gegen das NS-Regime“ in der Robert-Matzke-Straße 16

Am 1. Juli 1946 wurde die Moltkestraße in Pieschen wegen ihres militärischen Bezugs in Robert-Matzke-Straße umbenannt.
Die 27. Polytechnische Oberschule (POS) auf der Robert-Matzke-Straße 14 trug den Namen POS „Robert Matzke“ bis 2006.
Am 10. November 2011 wurde die Wanderausstellung Dresden-Pieschen in der Zeit des Nationalsozialismus im Rathaus Pieschen (Bürgerstraße 63) eröffnet mit der Erinnerungstafel über Robert Matzke.
Am 23. September 2012 war die Einweihung der Geschichts- und Erinnerungstafel über Robert Matzke im Wohn- und Kulturprojekt RM16. Seitdem ist die Tafel im Treppenhaus der Robert-Matzke-Straße 16 zu sehen.